# African Arts
African Arts è una rivista scientifica focalizzata sull'arte africana e pubblicata dal centro di studi africano (African Studies Center) dell'Università della California (UCLA). 
La rivista nasce nel 1967 e pubblica contributi sia sull'arte africana antica che sull'arte contemporanea africana, e in tutte le discipline: arti visive, cinema, danza, architettura, fotografia. Il primo numero viene pubblicato un anno dopo il Festival mondial des arts nègres del 1966 e presenta un contributo di Léopold Sédar Senghor. Tra il 1967 e il 1970 la rivista è bilingue inglese e francese.
African Arts ha un ruolo importante anche nello studio e nella diffusione dell'arte contemporanea africana in particolare negli anni Settanta, come mette in luce Pierre Gaudibert.
La rivista dà spazio per prima indagini a saggi sulla scuola di Oshogbo in Nigeria, sulla Galleria Nazionale di Salisbury in Zimbabwe e su artisti quali El Salahi, Vincent Kofi, Farid Belkahia.
Secondo Cédric Vincent e Thomas Boutoux, la rivista negli anni Settanta si concentra sull'arte africana tradizionale dedicando poco spazio all'arte contemporanea africana, finché nel 1989 con il dibattito scaturito dalla mostra Magiciens de la Terre, viene rimesso in discussione il concetto stesso di arte contemporanea africana e nel 1990 African Arts pubblica un editoriale dal titolo "What are we doing to do about contemporary African art?".
La rivista lancia alcune edizioni di un premio destinato agli artisti africani.